# Candida montana
Candida montana är en svampart som beskrevs av Goto & Oguri 1983. Candida montana ingår i släktet Candida, ordningen Saccharomycetales, klassen Saccharomycetes, divisionen sporsäcksvampar och riket svampar.   Inga underarter finns listade i Catalogue of Life.